# Gråspräcklig trädkänguru
Gråspräcklig trädkänguru (Dendrolagus inustus) är en pungdjursart som beskrevs av Salomon Müller 1840. Dendrolagus inustus ingår i släktet trädkänguruer och familjen kängurudjur. IUCN kategoriserar arten globalt som sårbar.
Pungdjuret förekommer på västra och norra Nya Guinea samt på några mindre öar i samma region. Arten vistas i låglandet och på upp till 1 400 meter höga bergstrakter. Habitatet är tropisk regnskog.

## Underarter
Arten delas in i följande underarter:
- D. i. finschi
- D. i. inustus